# Ceresium lineigerum
Ceresium lineigerum là một loài bọ cánh cứng trong họ Cerambycidae.